# بيفيليرس ليه بابومي
بيفيليرس ليه بابومي (بالفرنسية: Biefvillers-lès-Bapaume)‏ هي بلدية تقع في إقليم باد كاليه من منطقة نور با دو كاليه في شمال فرنسا. تبلغ مساحة هذه المدينة 4.04 (كم²)، وترتفع عن سطح البحر 122 م، يبلغ عدد سكانها 111 نسمة حسب إحصاء المعهد الوطني للإحصاء والدراسات الاقتصادية سنة 2009 م. وترأس Véronique Thiébaut البلدية خلال فترة (2008-2014).